# 全国高等学校文化連盟
公益社団法人全国高等学校文化連盟（ぜんこくこうとうがっこうぶんかれんめい、略称：全国高文連）は、全国高等学校総合文化祭を始めとした芸術文化活動に関する諸行事や、研修会・講習会、調査・研究などを実施する公益法人。47の都道府県高等学校（芸術）文化連盟と19の全国専門部による正会員団体によって組織されている。また、正会員団体、協賛会員、法人賛助会員、個人賛助会員の会費によって運営されている。

## 都道府県高等学校文化連盟
- 都道府県ごとに高等学校（芸術）文化連盟が組織され、正会員となっている。
- 各都道府県で開催される都道府県高等学校総合文化祭は、各都道府県高等学校文化連盟が主催している。
- 都道府県高等学校総合文化祭は、総合開会式（総合発表部門[2]とする場合もあり）と、各専門部による演奏会、発表会、コンクールなどにより構成される。各専門部による演奏会、発表会、コンクールなどは、各都道府県高等学校総合文化祭の一部門に過ぎないが、ほとんどの場合には高校器楽・管弦楽演奏発表会、演劇発表会などの名称が用いられる。[3]都道府県高等学校総合文化祭の各部門は、各都道府県によってその内容が大きく異なる。総合開会式と同一会場にて、数日間に渡ってステージ発表、展示発表が開催される場合[4]、総合開会式とは別日程で、合唱、吹奏楽、器楽・管弦楽など各部門の発表会等を開催する場合[3]、コンクール、コンテストの県予選などを主催する場合[2]などである。

## 全国専門部
- 正式名称を「公益社団法人全国高等学校文化連盟正会員団体 高等学校文化連盟全国○○専門部」と称し、2025年8月現在、以下の19専門部が正会員となっている。

演劇　合唱　吹奏楽　器楽・管弦楽　日本音楽　吟詠剣詩舞　郷土芸能　マーチングバンド・バトントワリング　美術・工芸　書道　写真　放送　囲碁　将棋　弁論　小倉百人一首かるた　新聞　文芸　自然科学
- 以上の専門部はあくまでも全国高等学校文化連盟（以下全国）の正会員団体であって、後述の各都道府県高等学校文化連盟（以下都道府県）の専門部とは異なる。全国にはない専門部を置いている都道府県もあり（例：図書専門部[5]）、また、全国とは異なる名称で同様の専門部を置いている都道府県もある（例：文芸専門部ではなく文学専門部[6]）。

## 主催するイベント
- 全国高等学校総合文化祭
- 全国高等学校総合文化祭優秀校東京公演 - 全高総文祭の演劇・日本音楽・郷土芸能3部門にて文部科学大臣賞と文化庁長官賞を受賞した学校が、8月の最終土曜、日曜の2日間にわたり東京都の国立劇場で演奏・演技を披露する。
- 全国高等学校文芸コンクール
- 全国高等学校小倉百人一首かるた選手権大会
- 全国高等学校文化連盟将棋新人大会 - 毎年1月下旬に開催。各都道府県代表者が、男女別個人戦、団体戦で戦う。
  - 2017年、「高等学校文化連盟 全国将棋専門部」が第24回大山康晴賞を受賞した。
- 全国高等学校文化連盟研究大会 - 各都道府県高等学校文化連盟関係者が日頃の芸術文化活動の研究成果の発表や情報交換などを行う。

## 後援した作品
- 幕が上がる - 「全国高等学校演劇大会」に挑む高校生を描いた青春映画。劇作家の平田オリザが原作、踊る大捜査線シリーズで知られる本広克行が監督を務めた（2015年2月28日公開）。弱小演劇部が全国大会を目指す中で、自分たちが演じ続ける理由や「不安感」の正体に迫るストーリー。

## 事務局
- 岩手県盛岡市津志田26地割17番地1　岩手県立盛岡第四高等学校内